# 월터 시드니 애덤스
월터 시드니 애덤스(1876년 12월 20일 ~ 1956년 5월 11일)는 미국의 천문학자다.
시리아의 안티오크에서 선교사의 아들로 출생하였으며, 8세 때 미국으로 이주하여 다트머스 대학교에서 천문학을 배웠다. 1901년부터 4년간 여키스 천문대에서 근무하였으며, 그 후 스승인 헤일과 함께 천체의 스펙트럼 연구에 전념하였다. 1923년 스승의 뒤를 이어 제2대 천문대장이 되었다. 그의 업적으로는 백색 왜성(빛을 내는 양과 크기가 작은 별)을 검증한 것과 거성(빛을 내는 양과 크기가 매우 큰 별)의 스펙트럼을 분류한 일 등이다.

## 참고 자료
- 이 문서에는 다음커뮤니케이션(현 카카오)에서 GFDL 또는 CC-SA 라이선스로 배포한 글로벌 세계대백과사전의 내용을 기초로 작성된 글이 포함되어 있습니다.